# Idealno mesto
Idealno mesto je zasnova načrta za mesto v skladu z racionalnim ali moralnim ciljem.

## Zasnova
Idealna narava takega mesta ima moralne, duhovne in pravne lastnosti državljanstva, značilni pa so tudi načini uresničevanja mestnih struktur, kot so stavbe, ulični načrti itd. Tlorisi idealnih mest pogosto temeljijo na mrežah (posnemanje rimskega urbanizma) ali drugih geometrijskih vzorcih. Idealno mesto je pogosto poskus razvijanja utopičnih idealov na lokalni ravni urbane konfiguracije, življenjskega prostora in udobja, ne pa na kulturni ali civilizacijski ravni klasičnih utopij, kot je Utopija Thomasa Mora.

## Zgodovina
Večkratni poskusi razvoja idealnih mestnih načrtov so znani iz renesanse in se pojavljajo od druge polovice 15. stoletja dalje. Zasnova izhaja iz obdobja Platona, katerega Država (grško Πολιτεία; politeia) je filozofsko raziskovanje pojma "idealno mesto". Plemstvo v renesansi, ki poskuša posnemati lastnosti klasične civilizacije, je včasih poskušalo graditi taka idealna mesta v realnosti ali pojmovno s preoblikovanjem načina in kulture.

## Zgledi
Idealno mesto je Filaretejeva Sforzinda, katere opis je bil vključen v njegovo Trattato di Architettura (1465). Mesto Sforzinda je bilo postavljeno v osemkrako zvezdo, orisano v krožnem obrambnem jarku. Nadaljnji zgledi so bili morda namenjeni branju na tako imenovanih ploščah "Urbino" in "Baltimore" (druga polovica 15. stoletja), ki kažeta klasičen vpliv arhitekture, postavljene v logično načrtovanih trgih. Mesti Nikozija in Valletta, katerih utrdbe sta leta 1560 zgradila Beneška republika in red svetega Janeza, sta zgleda idealnega mesta. Drugi zgled je Zamość v vzhodni Poljski, ustanovljen v poznem 16. stoletju, ki ga je oblikoval italijanski arhitekt Bernardo Morando.
James Oglethorpe je klasične in renesančne zasnove idealnega mesta združil z novimi razsvetljenskimi ideali o znanstvenem načrtovanju, skladnosti pri oblikovanju in socialni enakosti v svojem načrtu za pokrajino Karolino v Severni Ameriki. Deli oblikovanja slikovitega Oglethorpejevega načrta so ohranjeni v zgodovinskem okrožju Savannah.
V poznem 19. stoletju so idealna mesta vključevala vrtno mesto sira Ebenezerja Howarda, kar je uresničil v Letchworthu in v Welwynu v Angliji. Mesto Poundbury, arhitekturna vizija princa Charlesa, v Dorsetu, je eno najnovejših zgledov idealnega načrtovanja mest.